# Rahama Sadau
Rahama Sadau (nacida el 7 de diciembre de 1993) es una actriz, cineasta y cantante nigeriana. Ha participado en películas nigerianas tanto en hausa como en inglés y es una de los pocos actores de su país que habla hindi con fluidez. Fue la ganadora en la categoría Mejor Actriz (Kannywood) en los City People Entertainment Awards en 2014 y 2015. También ganó el premio a la Mejor Actriz Africana en los XIX Premios del Cine Africano en 2015 por African Voice. En 2017, se convirtió en la primera artista hausa en aparecer entre las diez celebridades femeninas más calientes de Nigeria.

## Biografía
Rahama Ibrahim Sadau nació en el estado de Kaduna,  noroeste de Nigeria, la antigua capital de la región del norte de Nigeria. Creció con sus padres en Kaduna junto a sus tres hermanas Zainab, Fatima, Aisha y su hermano Haruna.
Estudió Gestión de Recursos Humanos en la escuela de Negocios y Finanzas de la Universidad del Mediterráneo Oriental en el norte de Chipre.

## Carrera
Se unió a la industria cinematográfica de Kannywood en 2013. Interpretó algunos papeles menores antes de ganar fama por su actuación en Gani ga Wane junto al actor Ali Nuhu. El 3 de octubre de 2016, la Motion Picture Practitioners Association of Nigeria (MOPPAN), la asociación dominante en Kannywood, la suspendió por aparecer en un video musical romántico con un cantante nacido en Jos, Classiq. Un año después, en 2017, escribió una disculpa para MOPPAN. En enero de 2018, la prohibición impuesta se levantó tras la intervención del gobernador del estado de Kano, Dr. Abdullahi Ganduje.
En 2016 fue reconocida como la "Cara de Kannywood del año". En octubre del año,  apareció en una serie de películas en EbonyLife TV. En 2017, formó una compañía de producción llamada Sadau Pictures donde produjo su primera película, Rariya protagonizada por Ali Nuhu, Sani Musa Danja, Sadiq Sani Sadiq y Fati Washa. Regresó a la actuación para interpretar a una profesora en MTV Shuga. En 2019, MTV Shuga volvió a ubicarse en Nigeria para la temporada 6 de "Choices", y ella fue una de los actores que regresaron para la nueva serie que incluía a Timini Egbuson, Yakubu Mohammed, Uzoamaka Aniunoh y Ruby Akabueze.

## Filmografía
| Año  | Película              |
| ---- | --------------------- |
| 2019 | Zero Hour             |
| 2018 | Up North              |
| 2018 | If I Am President     |
| N/A  | Aljannar Duniya       |
| 2017 | Adam                  |
| 2017 | Ba Tabbas             |
| 2017 | MTV Shuga Naija       |
| 2017 | Rariya                |
| 2017 | TATU                  |
| 2017 | Rumana                |
| 2016 | Sons of the Caliphate |
| 2016 | The Other Side        |
| 2015 | Kasa Ta               |
| 2015 | Wutar Gaba            |
| 2015 | Sallamar So           |
| 2015 | Wata Tafiya           |
| 2015 | Halacci               |
| 2015 | Gidan Farko           |
| 2015 | Ana Wata ga Wata      |
| 2015 | Alkalin Kauye         |
| 2014 | Jinin Jiki Na         |
| 2014 | Hujja                 |
| 2014 | Garbati               |
| 2014 | Kaddara Ko Fansa      |
| 2014 | Kisan Gilla           |
| 2014 | Mati da Lado          |
| 2014 | Sabuwar Sangaya       |
| 2014 | Sirrin Da Ke Raina    |
| 2014 | So Aljannar Duniya    |
| 2014 | Suma Mata Ne          |
| 2013 | Farin Dare            |
| 2013 | Gani Ga Wane          |
| 2013 | Da Kai Zan Gana       |
| 2013 | Mai Farin Jini        |

## Premios
| Año  | Premio                   | Categoría                         | Resultado |
| ---- | ------------------------ | --------------------------------- | --------- |
| 2014 | Mejor actriz (Kannywood) | Premios City People Entertainment | Ganadora  |
| 2015 | Mejor actriz (Kannywood) | Premios City People Entertainment | Ganadora  |
| 2017 | Mejor actriz africana    | Voz africana                      | Ganadora  |